# Пола Коул
Пола Коул е американска певица и авторка на песни.

## Биография
Родена е на 5 април 1968 г. в Рокпорт, Масачузетс, САЩ. Нейните родители, Стефани и Джим Коул също са музиканти. Има и сестра, Ирен. Коул учи джазово пеене и импровизация в музикалния колеж „Бъркли“, след което започва да се занимава професионално с музика.

## Кариера
Нейният сингъл „Where Have All the Cowboys Gone“ влиза в топ десет на класацията Billboard Hot 100 през 1997 г. На следващата година - 1998 певицата печели наградата Грами за Най-добър нов изпълнител. Оттогава насам певицата е издала пет самостоятелни албума, от които най-голям успех и донася вторият, наречен This Fire. Той излиза през 1996 г. и достига 20-а позиция в Billboard 200.
През август 2007 г. Коул прави турне заедно с Менди Мор и Рейчъл Ямагата из средните региони на САЩ и Канада.

## Дискография
- Harbinger (1994)
- This Fire (1996)
- Amen (1999)
- Greatest Hits: Postcards from East Oceanside (2006)
- Courage (2007)
- Ithaca (2010)
- Raven (2013)